# Jeffrey Davidow
Jeffrey S. Davidow (26 de enero de 1944, Boston, Massachusetts) es un diplomático de carrera del servicio de EE. UU. que se ha desempeñado como miembro del Servicio Exterior y como embajador de su país, en Chile, Zambia, Venezuela y México. En Chile estuvo implicado en el caso de Charles Horman durante el golpe de Estado de 1973. Después de completar 34 años de servicio, se jubiló como el diplomático de más alto rango de Estados Unidos, uno de sólo tres personas que mantuvieron el rango personal de Embajador de carrera.

## Primeros años y estudios
Obtuvo el grado de bachiller por la Universidad de Massachusetts en 1965 y un Máster por la Universidad de Minnesota en 1967. También hizo estudios de posgrado en la India en 1968, por una beca Fulbright. Tiene un doctorado honorario en leyes de la Universidad de Massachusetts, concedido en 2002.

## Ingreso al Servicio Exterior

### Guatemala
Davidow ingresó al servicio exterior de Estados Unidos en 1969 y comenzó su carrera como oficial subalterno en la embajada de su país en la Ciudad de Guatemala de 1970 a 1972.

### Chile
Desde 1972 a 1974, fue un observador político de Estados Unidos en Santiago de Chile (implicado en el caso de Charles Horman). El cargo de observador político generalmente se usaba para encubrir labores de inteligencia. Chile, en ese periodo especial, fue objeto de gran actividad de inteligencia estadounidense, por el Proyecto FUBELT. Davidow estuvo en este cargo en el periodo previo, durante e inmediatamente posterior al golpe de Estado del 11 de septiembre de 1973.

### África
Observador político de Estados Unidos en Ciudad del Cabo, Sudáfrica, de 1974 a 1976. Regresó a Washington D. C. en 1976 para adoptar una posición como oficial a cargo en la Oficina de Asuntos del África Meridional, y pasó a ser anexado al Congreso desde 1978 hasta 1979.
Más tarde se convirtió en el jefe de la oficina de enlace en la Embajada de Estados Unidos en Harare, Zimbabue, 1979 a 1982. Regresó poco después a buscar una beca en la Universidad de Harvard, así como a la tomar posesión como director de la Oficina de Asuntos del África meridional en 1985.
El 5 de mayo de 1988, el presidente Ronald Reagan lo nombró embajador en Zambia, cargo que ocupó hasta 1990.

### América Latina
En 1991, el presidente Bill Clinton nombró a Davidow embajador en Venezuela. Terminó su periodo en 1996.

### Departamento de Estado para el Hemisferio Occidental
Desde 1996 a 1998, fue jefe responsable de la política del Departamento de Estado para el Hemisferio Occidental, que actúa en la posición de Secretario de Estado Adjunto.

### México
Bill Clinton nombró nuevamente a Davidow en 1998, esta vez como embajador en México. Davidow ocupó este cargo desde el 5 de agosto de 1998 hasta el 14 de septiembre de 2002.

## Labores académicas
Después de salir de México en septiembre de 2002, regresó a Harvard para convertirse en un Visiting Fellow en la John F. Kennedy School of Government y el Centro David Rockefeller para Estudios Latinoamericanos. Durante el año académico 2002-03, trabajó intensamente con alumnos de pregrado y posgrado, y escribió un libro sobre las relaciones Estados Unidos-México titulado El Oso y el Puerco espín.
Davidow asumió la presidencia del Instituto de las Américas, el 1 de junio de 2003. El Instituto de las Américas, fundado en 1983, es una organización independiente sin fines de lucro en la Universidad de California en San Diego. Su misión es ser un catalizador para promover el desarrollo y la integración como un medio para mejorar la situación económica, política y el bienestar social de los pueblos de las Américas.[cita requerida]

## Actualidad
Davidow y su esposa, Joan, residen en La Jolla, California. Davidow asistió a la Cumbre de las Américas del 17 al 19 de abril de 2009 en Trinidad y Tobago. El embajador Davidow supervisó los preparativos para la participación del presidente en la cumbre y, junto con el Departamento de Estado, contribuyó a dirigir las relaciones diplomáticas en la región en torno a la cumbre.
En junio del 2009, en el transcurso del primer panel de expertos El cambio climático desde los medios, el asesor en jefe para asuntos de América Latina del gobierno de Estados Unidos de América, Jeffrey Davidow, señaló que, debido a la complejidad que encierra el tema del cambio climático, es necesario que los periodistas logren simplificar la información para ayudar a los lectores a entender y comprender el alcance de los efectos de este fenómeno global, los cuales no deben ser vistos como algo lejano, ya que tienen incidencias directas en las comunidades locales.

“Hay pocos científicos que saben cómo hablar con los periodistas y conocen sus necesidades; para ellos es difícil expresar sus ideas e informar al pueblo y tienen que deducir lo que los científicos quieren decir y eso genera fricciones que deben ser superadas entre ambos sectores.”
Jeffrey Davidow El cambio climático desde los medios

El presidente Barack Obama lo nombró asesor en asuntos de América Latina.

## Asociado a John Negroponte
Durante los años 1970 y 1980, ambos fueron objeto de controversia, debido a sus actividades criminales encubiertas, en América Latina, y por su implicación en Nicaragua, ya que dirigía las operaciones de la Contra como embajador en Honduras, armando, equipando y entrenando a la Contra con ayuda de Otto Reich, un funcionario del Departamento de Estado de los Estados Unidos. Se le atribuye, además, un activo papel en Chile, donde colabora con Kissinger en la organización de la organización criminal de lesa humanidad (por genocidio) Operación Cóndor.[cita requerida]